# Філіппінська кампанія (1944–1945)
Філіппі́нська кампа́нія 1944—1945 років (Операція Мушкетер І, ІІ і ІІІ) — бойові дії на Філіппінах 1944—45 років або визволення Філіппін від японської окупації під час Другої світової війни. Японська армія захопила Філіппіни в першій половині 1942 року. Визволення Філіппін почалося з висадки десанту на східному філіппінському острові Лейте 20 жовтня 1944 року. Військові дії продовжувалися до серпня 1945 року. Генерал Дуглас Макартур оголосив про визволення Філіппін 5 липня 1945 року.

## Передумови
До середини 1944 року американські війська наблизилися на відстань 300 морських миль (560 км) на південний схід від острова Мінданао, найбільшого острова на півдні Філіппін, та отримали можливість бомбити японські позиції, використовуючи бомбардувальники далекого радіуса дії. Американський флот під командуванням адмірала Честера Німіца перемістився по центральній частині Тихого океану, захопивши острови Гілберта, деякі з Маршаллових островів і більшість Маріанських островів, залишаючи позаду багато японських гарнізонів без шляхів постачання.
Військові літаки палубної авіації вже проводили авіаудари по японських позиціях на Філіппінах, особливо аеродромах. Армія США та австралійські війська під загальним командуванням генерала Дугласа Макартура, верховного головнокомандуючого в південно-західному тихоокеанському регіоні розбили японські війська в Новій Гвінеї та островах Адміралтейства. Перед вторгненням на Філіппіни війська Макартура висадилися на острові Моротай в Голландській Ост-Індії 15—16 вересня 1944 року. Цей острів союзники використовували для бомбардування японських позицій на півдні Філіппін.
ВМС США, морська піхота та армія, а також підрозділи з Австралії та Нової Зеландії під командуванням адмірала Німіца та адмірала Вільяма Голсі взяли в кільце японську військово-морську базу в Рабаулі на Новій Британії, захопили всі острови навколо Рабаула та використовували їх для бомбардування та блокади японської бази.
Після перемог в кампанії на Маріанських островах (Сайпан, Гуам, Тініан) в червні та липні 1944 року американські війська наблизилися і до самої Японії. Американські важкі бомбардувальники з авіабаз на Маріанських островах могли бомбити Японський архіпелаг.
Хоча наприкінці 1944 року вже було зрозуміло, що Японія програє війну, японський уряд, японська імператорська армія і військово-морський флот не видавали жодних ознак капітуляції.
Після проведення наради з керівниками штабів адмірал Холсі ухвалив рішення перенести дату початку операції на два місяці на 20 жовтня 1944 року та провести висадку не на острів Мінданао, як планувалося спочатку, а на острів Лейте, що лежить у центрі Філіппінського архіпелагу.
Австралійське командування запропонувало генералу Макартуру використати Перший корпус австралійської армії для визволення Філіппін. Проте Макартур висловив побажання використати дві австралійські піхотні дивізії, кожна з яких мала бути прикріплена до різних корпусів армії США, проте цю ідею не прийняли австралійці, які хотіли мати значний контроль у межах певної області Філіппін, а не бути частиною корпусу армії США. У результаті згоди не було досягнуто, тому австралійська армія практично не відіграла значної ролі у Філіппінській операції. Хоча деякі підрозділи Королівських ВПС і ВМС Австралії були залучені до бойових дій, наприклад крейсер HMAS Australia.

## Бойові дії

### Лейте
20 жовтня 1944 року 6-а армія США за підтримки військово-морського флоту та авіації висадилася на східному березі острова Лейте, що лежить у групі Вісайських островів, північніше острова Мінданао. Японці спробували розбити американців під час висадки. Це призвело до битви в затоці Лейте, що відбувалася 23—26 жовтня 1944 року. Це була важлива перемога ВМС США, що фактично знищила основну частину Імператорського флоту Японії, який втратив більшість своїх кораблів та більше не проводив масштабних операцій.
6-а армія США продовжувала вести наступ, в той же час японці перекидали підкріплення в район затоки Ормок на західній стороні острова. ВПС США вдалося повністю припинити спроби японців атакувати з повітря, а також забезпечити підтримку сухопутних військ.
Значну підтримку американським військам надавали філіппінські партизани. Після створення плацдармів, партизанські групи на Лейте були закріплені за корпусами і дивізіями 6-ї армії. Вони надавали допомогу в розвідці, брали участь в бойових діях, підривали мости, переслідували ворожі патрулі, саботували постачання боєприпасів. Інформація про пересування японських військ негайно передавалася в штаб армії.
Наступ тривав попри зливи та складний рельєф місцевості також і на острові Самар, що лежить північніше острова Лейте. 7 грудня 1944 року американці висадилися також у затоці Ормок і після великого наземного бою відрізали японські війська від шляхів постачання продуктами та боєприпасами. Хоча запеклі бої тривали ще протягом декількох місяців, армія США повністю контролювала ситуацію на острові.

### Міндоро
Другою основною ціллю 6-ї армії США була атака на острів Міндоро. Це великий острів, розташований на південь від острова Лусон та затоки Маніла, мав стратегічне значення для будівництва аеродромів для домінування в небі над Лусоном та столицею Філіппін Манілою.
Сьомий флот під час супроводу конвою з Лейте на Міндоро потрапив під атаку камікадзе, проте вони не змогли затримати американське вторгнення в Міндоро. Великих японських армійських підрозділів на Міндоро не було, тому його вдалося захопити швидко. Інженери армії США швидко розпочали будувати важливу авіабазу в Сан-Фабіан. Крім того, що авіабаза розташовувалася близько до острова Лусон, Міндоро мав ще одну перевагу: майже постійна ясна та суха погода, що дозволяло вільно літати літакам, на відміну від Лейте, де більшу частину року йшли дощі і важко було будувати аеродроми через м'який ґрунт та велику кількість бруду.
Захоплення Міндоро було важливою перемогою 6-ї армії, оскільки це дало можливість створити потужну базу для подальшого вторгнення на Лусон.

### Лусон
15 грудня 1944 року американці долаючи незначний опір японців висадилися на південних пляжах острова Міндоро, ключовому пункті для подальшого захоплення острова Лусон. 9 січня 1945 року перші підрозділи 6-ї армії генерала Вальтера Крюгера висадилися на західному узбережжі затоки Лінґайєн. За декілька днів вдалося захопити плацдарм завглибшки понад 20 миль (32 км) та висадити майже 175 000 військовослужбовців. Маючи значну повітряну підтримку, армійські підрозділи США до кінця січня були вже на відстані 40 миль (64 км) від Маніли (столиці Філіппін).
Ще дві великі висадки: одна з метою відрізати півострів Батаан, та інша, з використанням висадки парашутистів, на півдні від Маніли. Маніла була взята в кільце і 3 лютого 1945 року перші підрозділи армії США увійшли в північні передмістя.
16 лютого американський десант висадився на невеличкий острів Коррегідор. Війська на цьому острові могли блокувати вхід у затоку Маніла. Американці почали будувати велику військово-морську базу в затоці Маніла, яку планувалося використовувати для вторгнення на острови японського архіпелагу 1 листопада 1945 року. Опір японців на Коррегідорі був придушений 27 лютого.
Загалом, десять американських дивізій та п'ять окремих полків брали участь у боях на Лусоні, що робить битву за Лусон наймасштабнішою за кількістю американських солдатів у кампанії на Тихому океані.

## Завершальний етап
Захоплення острова Палаван, що лежить між Борнео і Міндоро, п'ятого за величиною і найзахіднішого острова в складі Філіппінського архіпелагу, почалося 28 лютого, висадкою 8-ї армії США в Пуерто-Принсеса. Японці майже не чинили прямого опору, натомість використовували тактику відступу невеликими підрозділами в джунглі та гори. Тому очищення острову від японських військ тривало до кінця квітня 1945 року.
17 квітня 8-а армія висадилася на острові Мінданао, останньому з основних островів Філіппін. Після Мінданао послідувало вторгнення на острови Панай, Негрос, Себу та острови в архіпелазі Сулу.